# Vodňany
Vodňany (německy Wodnian) jsou město v okrese Strakonice v Jihočeském kraji. Leží třicet kilometrů severozápadně od Českých Budějovic na řece Blanici. Ve městě žije přibližně 7 400 obyvatel. Město je známé svou rybářskou a rybníkářskou tradicí. Ve městě je městská památková zóna zahrnující městské opevnění a na části území obce jsou krajinná památková zóna Libějovicko-Lomecko a vesnická památková zóna Křtětice.

## Historie
Město Vodňany vzniklo jako osada u zlatonosných rýžovišť, podle archeologických nálezů na přelomu 12. a 13. století. Přemyslovci, počínaje Václavem I., se v zakládání svých fundací zaměřili na jihočeské oblasti, kde byl jejich vliv do té doby malý. Přemysl Otakar II. snahu svého otce znásobil, chtěje královskou moc posílit vůči mocnému rodu Vítkovců. Vodňany nesou shodný půdorys s jím zakládanými městy jako jsou České Budějovice, Písek nebo Bechyně. O založení města se nedochovaly žádné doklady, ale vzhledem ke shodnému půdorysu, pravidelné uliční síti a systémovými kroky stejnými jako u dalších založení lze předpokládat, že zakladatelem města byl právě Přemysl Otakar II.

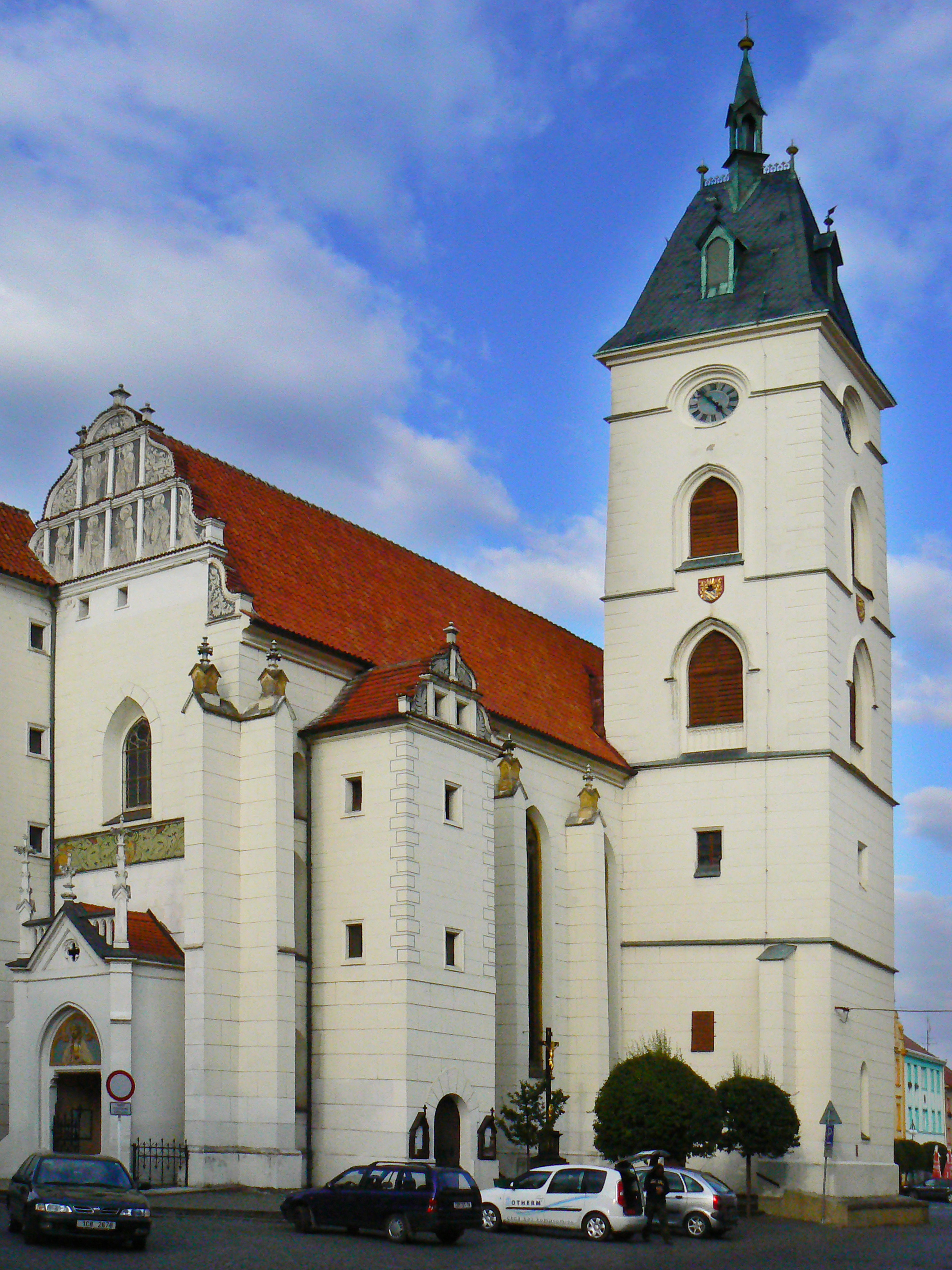
Kostel Narození Panny Marie

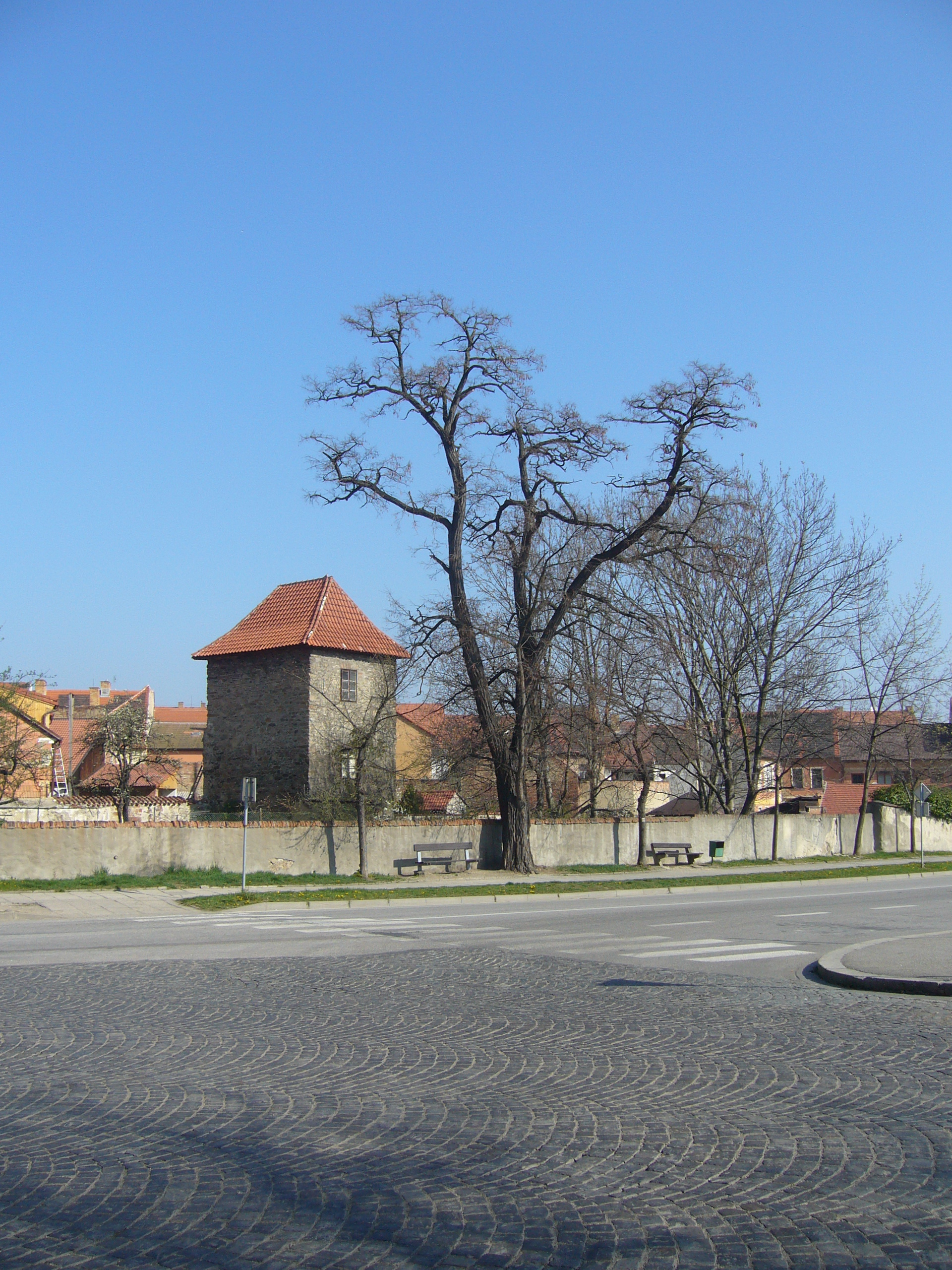
Opevnění

Roku 1327 král Jan Lucemburský zmínil mimo jiné také obyvatele obce Budnana. Jako královské město jsou Vodňany uvedeny v roce 1336 v privilegiích, které městu udělil Jan Lucemburský. Město později proslulo jako jedno ze středisek jihočeského rybářství. Již roku 1400 toto město ještě s Pískem a s Českými Budějovicemi tvořilo oporu královské moci v jižní Čechách. O dvacet let později je dobyl Jan Žižka a poté se přidalo k husitům. V druhé polovině 15. století se začaly zakládat rybníky, které jsou dnes typickým znakem okolní krajiny.
Během česko-uherských válek byl na město kvůli loajalitě Jiřímu z Poděbrad dne 19. nebo 20. července 1468 podniknut útok vojska katolické Zelenohorské jednoty, vedené Janem I. Konopišťským ze Šternberka a Jindřichem IV. z Hradce, který vedl k porážce vodňanských bitvu u Kraví hory nedaleko od města. Vodňany byly následně vypleněny.
Na území Vodňanských Svobodných Hor mezi Bavorovem a Vodňany se těžily drahé kovy. V roce 1547 byly Vodňany povýšeny na královské horní město a tuto skutečnost dokládá i městský znak.
Na počátku třicetileté války bylo město vypleněno, připraveno o majetek a v roce 1623 zastaveno donu Baltazarovi de Marradas, který je brzy prodal Schwarzenberkům. Vyplacením zástavy město 1705 opět získalo svobodu.
Podle městské kroniky v letech 1722, 1757 a 1781 propukly ve Vodňanech požáry, kterým podlehlo mnoho domů i významných historických památek. Rozšíření města v polovině 19. století si vyžádalo zboření městských bran a opevnění tvořeného vodním příkopem, parkány a několika čtvercovými baštami.
V roce 1900 dosahoval počet obyvatel Vodňan 4412, o deset let později to bylo 4609. Rozvoj města umožnila hlavně železnice (Železniční trať Číčenice – Nové Údolí). Díky ní přišel do jihočeského města průmysl. Vodňany však neměly štěstí na hlavní železniční trať, která se městu obloukem přes Číčenice vyhnula.
V roce 1945 probíhala okolo Vodňan demarkační čára. Ve Vodňanech byly jednotky americké armády. Dne 12. května 1945 se v místní spořitelně setkali sovětští generálové Tichonov a Masovčuk s americkým generálem Brownem.

## Obyvatelstvo
| Rok            | 1869  | 1880  | 1890  | 1900  | 1910  | 1921  | 1930  | 1950  | 1961  | 1970  | 1980  | 1991  | 2001  | 2011  | 2021  |
| -------------- | ----- | ----- | ----- | ----- | ----- | ----- | ----- | ----- | ----- | ----- | ----- | ----- | ----- | ----- | ----- |
| Počet obyvatel | 5 784 | 5 605 | 5 364 | 5 556 | 5 811 | 5 664 | 5 813 | 5 624 | 6 287 | 6 284 | 6 624 | 6 331 | 6 581 | 7 147 | 6 816 |
| Počet domů     | 741   | 766   | 776   | 794   | 837   | 925   | 1 066 | 1 246 | 1 265 | 1 289 | 1 302 | 1 567 | 1 618 | 1 752 | 1 835 |

## Městská správa

### Části města
- Čavyně (k. ú. Čavyně)
- Hvožďany (k. ú. Hvožďany u Vodňan)
- Křtětice (k. ú. Křtětice)
- Pražák (k. ú. Vodňany)
- Radčice (k. ú. Radčice u Vodňan)
- Újezd (k. ú. Újezd u Vodňan)
- Vodňanské Svobodné Hory (k. ú. Vodňany)
- Vodňany I (k. ú. Vodňany)
- Vodňany II (k. ú. Vodňany)

Od 1. ledna 1976 do 31. prosince 1992 k městu patřily i Křepice, Libějovické Svobodné Hory a Stožice a od 1. dubna 1980 do 23. listopadu 1990 také Kloub.

### Městské symboly
Znak města je historický, vlajka byla městu udělena rozhodnutím předsedy Poslanecké sněmovny Parlamentu České republiky dne 26. dubna 1996.

## Průmysl
Jedním z největších podniků ve Vodňanech je firma A. Pöttinger, která vyrábí zemědělské stroje. Patří do společnosti, která sídlí v Rakousku.
Ve Vodňanech sídlí také společnost Vodňanská drůbež provozující velké drůbežárny, které produkují tzv. vodňanské kuře. Drůbežárny patří do koncernu Agrofert a zaměstnávají cca 650 lidí. Podle zprávy Deníku Referendum z roku 2017 v tomto podniku pracovalo mnoho cizinců, kteří sem byli posíláni agenturami.

## Doprava
Vodňany leží na železniční trati Číčenice – Nové Údolí. Stanice Vodňany stojí poblíž centra města jihovýchodně od náměstí. Na téže trati se ve správním území města, v místní části Pražák, nalézá ještě železniční zastávka Pražák.
Při severovýchodním okraji města se mimoúrovňově kříží silnice I/20 (do Písku a Českých Budějovic) se silnicí I/22 (do Strakonic). Tyto hlavní silnice město míjejí obchvatem po východní, respektive severní straně. Přímo skrze Vodňany prochází silnice II/141 (Týn nad Vltavou – Vodňany – Bavorov – Strunkovice nad Blanicí – Prachatice – Blažejovice – Volary.

## Školství

### Střední rybářská škola

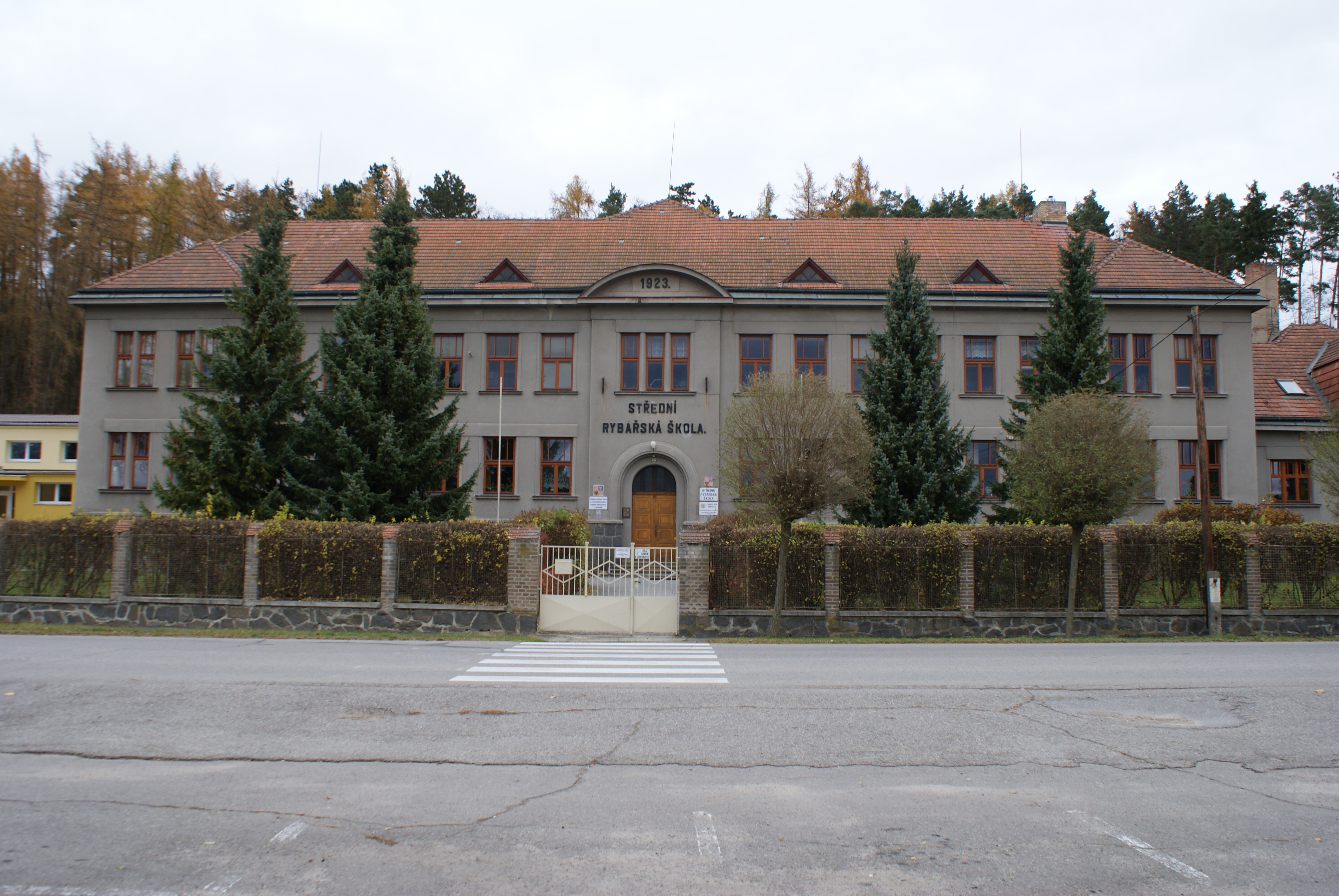
Historická budova střední rybářské školy

Střední rybářská škola ve Vodňanech (SRŠ) byla založena v roce 1920. Je to jediná škola nejen v České republice, ale i v mezinárodním měřítku, kde se vyučuje studijní obor rybářství. Historická budova školy nese letopočet 1923. Vyučovat se v ní začalo od září 1924. V roce 1921 se začalo s budováním menších rybníků pro praktickou výuku žáků. Až do roku 1953 byla škola dvouletá, tzv. mistrovská, od roku 1947 pak čtyřletá. V roce 1953 vzniklo Školní rybářství Protivín, na jehož rybnících probíhá praktická výuka žáků. Škola obhospodařuje také rybářské revíry Blanice 3 a Zlatý potok. Až do roku 1992 působila SRŠ pro celé Československo. V roce 1996 byla při SRŠ zřízena Vyšší odborná škola vodního hospodářství a ekologie.

### Výzkumný ústav rybářský a hydrobiologický
Založen v roce 1921, ve Vodňanech od března 1953. Od roku 1996 součást Jihočeské univerzity. Od roku 2009 součást Fakulty rybářství a ochrany vod Jihočeské univerzity.

### Mezinárodní environmentální vzdělávací, poradenské a informační středisko ochrany vod
Součástí Fakulty rybářství a ochrany vod Jihočeské univerzity je též Mezinárodní environmentální vzdělávací, poradenské a informační středisko ochrany vod, Vodňany.

## Pamětihodnosti
- Děkanský kostel Narození Panny Marie, v základech a presbytáři dochovaná gotická stavba, písemně uváděná od roku 1317. V letech 1894–1897 se uskutečnila novogotická přestavba chrámu do současné podoby podle plánů Josefa Mockera. Kostel dostal nové oltáře, nástěnné malby a okenní sklomalby byly vytvořeny podle kartonů Mikoláše Aleše (které se dochovaly v muzeu, stejně jako zbytky barokního zařízení). Křížovou cestu namaloval akad. malíř Josef Bosáček.[24] Věž je vysoká 64 metrů a je v ní zavěšeno 6 zvonů, nejstarší z nich Marek byl odlit roku 1725.

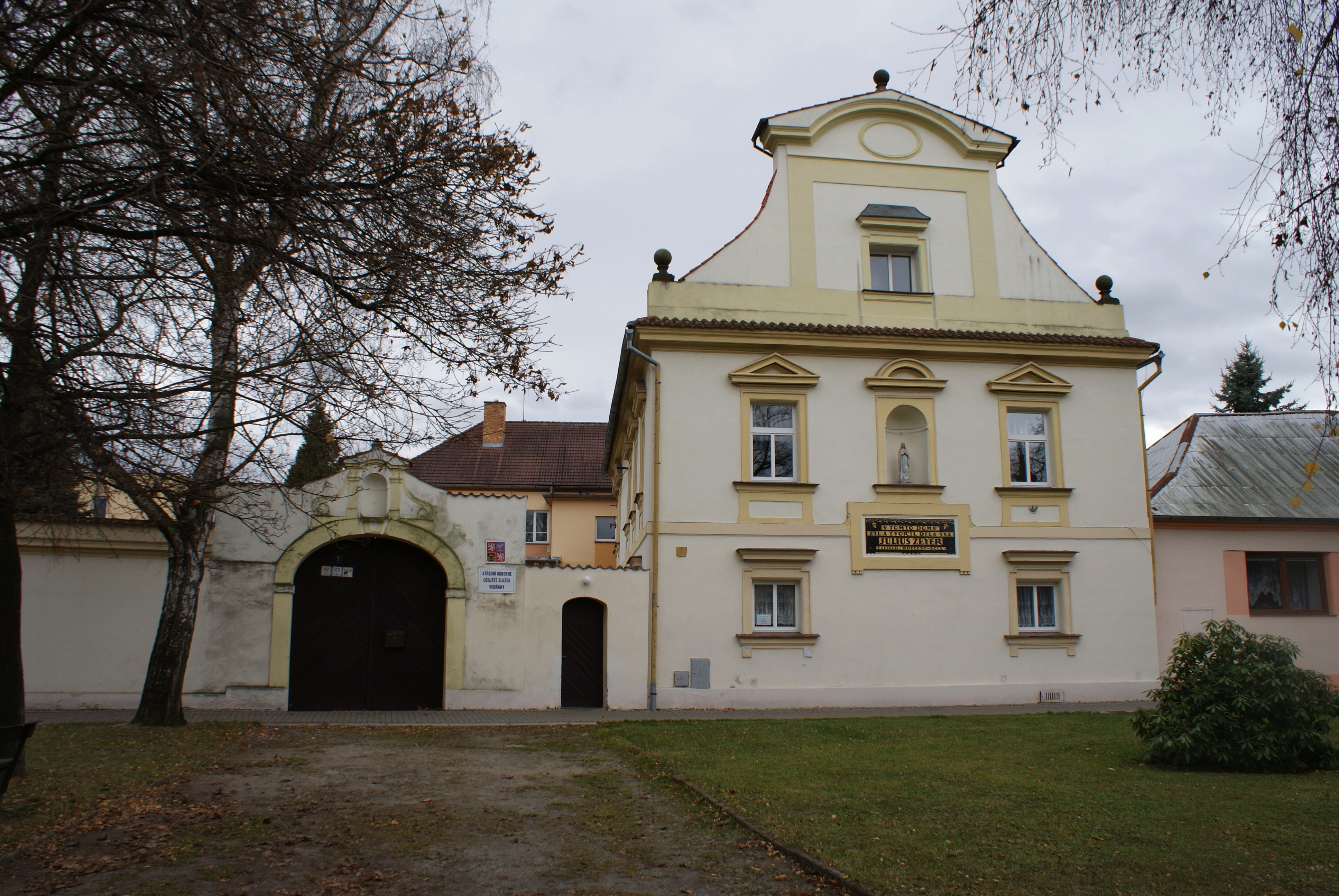
Dům U Čápů, ve kterém žil Julius Zeyer

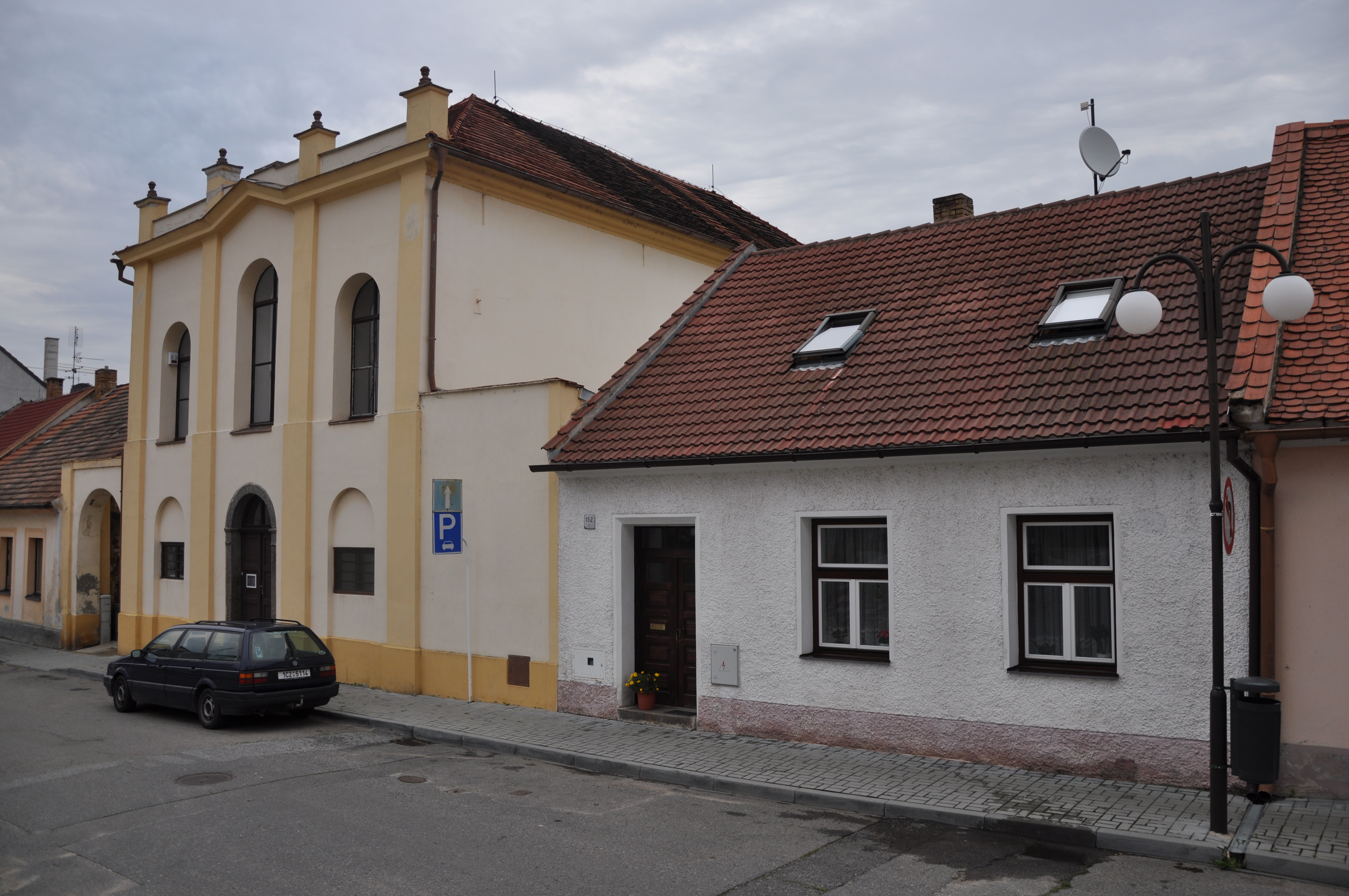
Bývalá synagoga

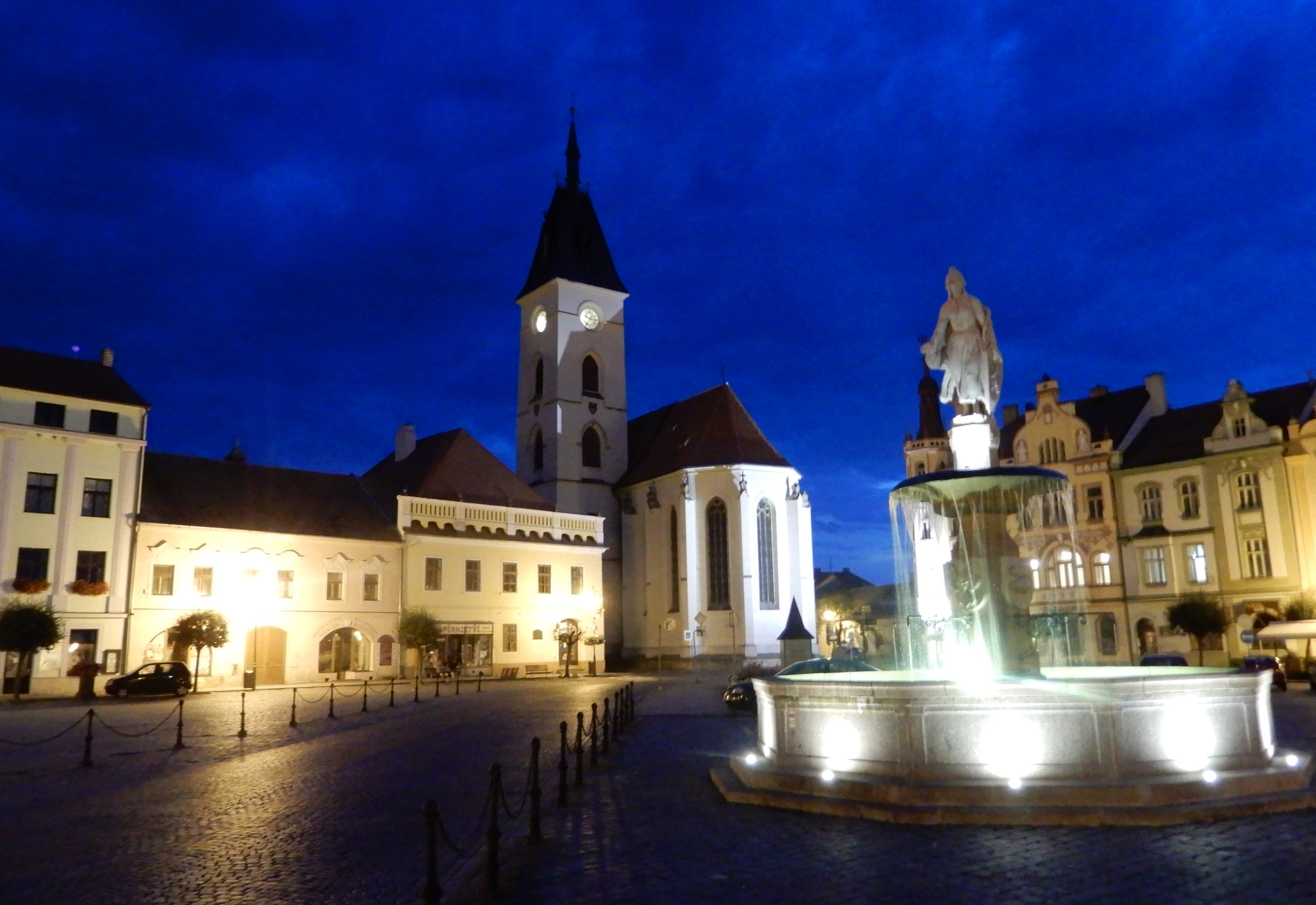
Vodňanské náměstí Svobody večer

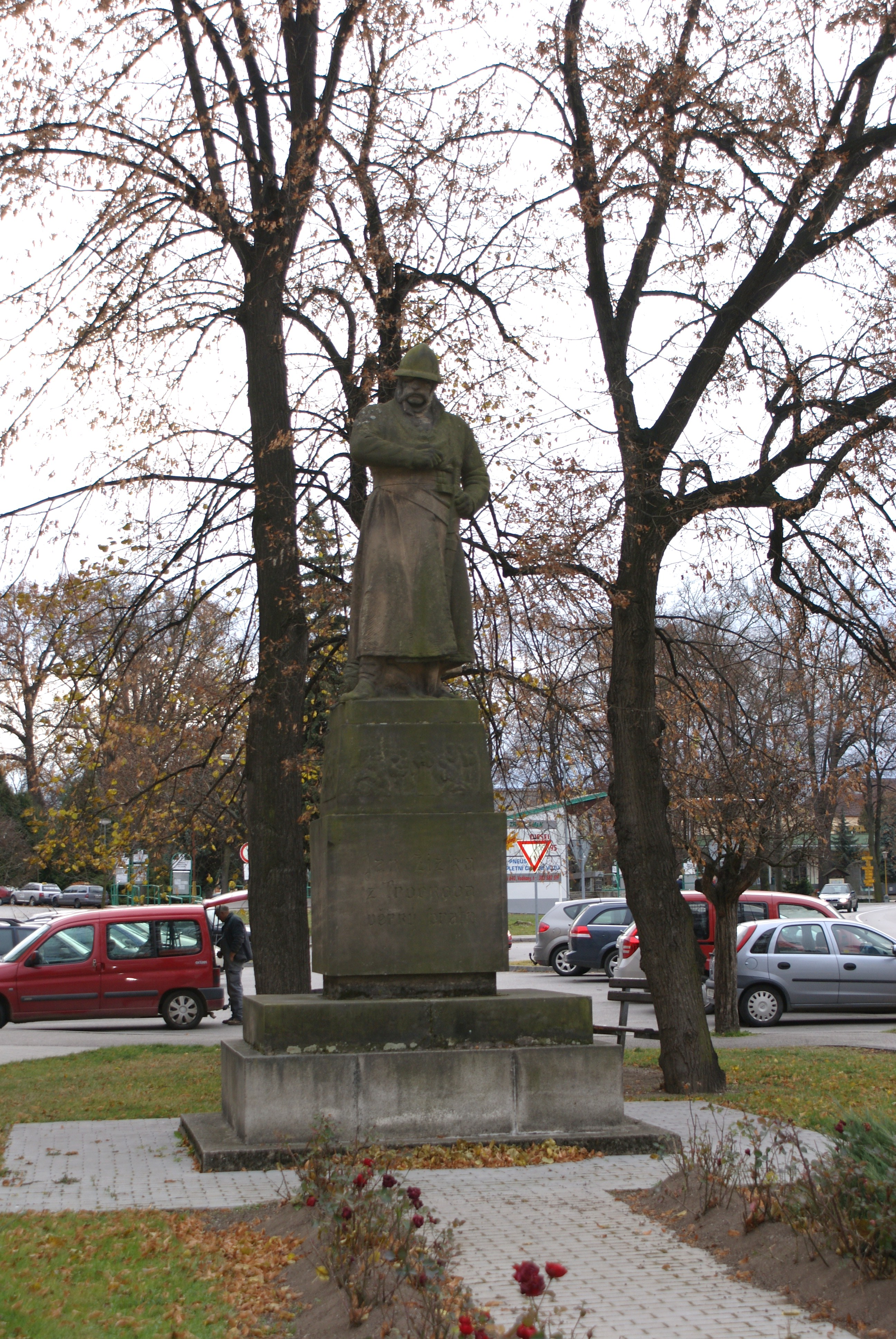
Pomník Jana Žižky

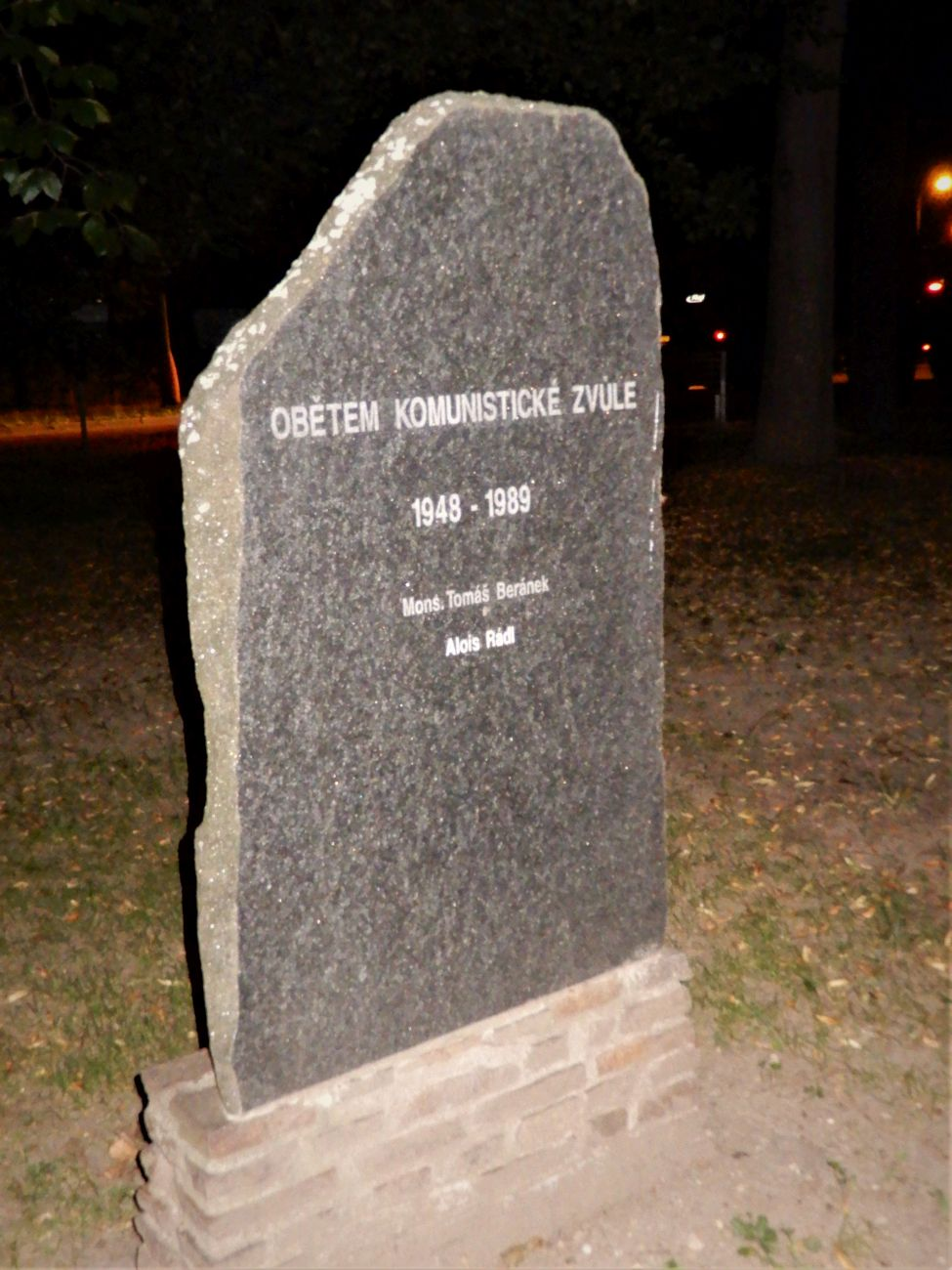
Pomník Obětem komunistické zvůle

- Kostel svatého Jana Křtitele – dříve špitální a hřbitovní, písemně připomínaný k roku 1414, současná stavba je klasicistní vysvěcená roku 1848, oltářní obraz Křest Páně darovala rakouská císařovna Karolína Augusta Bavorská. Hřbitov byl v 80. letech 20. století zrušen a přeměněn v pietní zahradu, zůstala zachována jen děkanská hrobka a hrobky rodin Heritesových a Mokrých.
- Kašna uprostřed náměstí: barokního původu, přestavěná roku 1928, alegorickou sochu Svobody vytesal Josef Kvasnička, na pilíři jsou štítky s emblémy rybářství, zemědělství a průmyslu.[25]
- Dům čp. 1 s renesanční atikou je bývalá lékárna. Žil v něm spisovatel a novinář František Herites.[26]
- Patrový barokní dům U Čápů čp. 43, původně statek, nyní učňovská škola; v Zeyerových sadech; v letech 1890-1899 zde žil Julius Zeyer , na fasádě je pamětní deska; v domě je škola
- Městské hradby se čtyřmi hranolovými baštami z 15. až první poloviny 16. století
- Mlýnský náhon s kamenným můstkem a barokní sochou svatého Jana Nepomuckého
- Bývalá židovská synagoga, zdevastovaná po roce 1939, přepatrovaná po roce 1945 na byty, nyní slouží jako Rybářské muzeum
- Pomník Jana Žižky
- Pomník Petra Chelčického v Zeyerových sadech - z roku 1914; kamenná stéla s bronzovou reliéfní deskou; podle návrhu Františka Bílka provedl J. V. Dušek z Tábora.
- Pomník obětem komunistické zvůle, se jmény (Mons. Tomáš Beránek, Alois Rádl)
- Park Jana Pavla II.- v parkové úpravě byly ze zrušeného hřbitova ponechány dvě výklenkové kaple se sochami z 19. století a hrobka rodiny Mokrých.
- V katastrálním území města leží přírodní rezervace Záhorský rybník (3,7 km západně) a přírodní památka Malý ústavní rybník (1,5 km severozápadně). Poblíž Záhorského rybníka rostou památné stromy Zeyerův dub a Heritesův dub a Lípa u rybářské školy severně od města.
- Židovský hřbitov v Pražáku u Vodňan

## Muzea

### Městské muzeum a galerie Vodňany
Významná regionální kulturně-historická instituce, založená jako výstava roku 1895 a otevřená jako stálá expozice roku 1905. Sídlí ve druhém patře historické budovy radnice na náměstí Svobody. Vlastní téměř 14 tisíc sbírkových předmětů, počínaje archeologickými nálezy od pravěku po středověk (např. vodňanské zlato, Chelčický poklad), barokní vybavení z děkanského kostela (např. socha Boha Otce od Lazara Widemanna), model sochy múzy od Jaroslava Maudra, dále je obrazárna (mj. Vojtěch Hynais, Karel Vítězslav Mašek, Jan Zrzavý), množství kreslených kartónů pro sgrafitta od Mikoláše Alše, sbírky nábytku, textilu, kolekce keramiky, skla a šperků, pamětní síně Julia Zeyera a Františka Heritese s původním zařízením z jeho lékárny a s knihovnou, sbírka sečných a palných zbraní. Z přírodovědné sbírky vyniká krokodýl nilský. Další exponáty se objevují na pravidelných výstavách.

### Rybářské muzeum
Rybářské muzeum je součástí Střední rybářské školy a Vyšší odborné školy vodního hospodářství a ekologie Vodňany. Kromě vlastního muzea jsou zde akvária a jezírko.

## Osobnosti

### Rodáci
- Jan Campanus Vodňanský (1572–1622), latinsky píšící humanistický básník, rektor Karlovy univerzity
- František Herites (1851–1929), lékárník, redaktor a spisovatel
- Marie Heritesová (1881–1970), houslistka
- Mikuláš Minář (* 1993), bývalý aktivista sdružení Miliony chvilek
- Jan Neubauer (1813–1887), rakouský ministerský úředník a politik, poslanec Říšské rady
- Rudolf Princ (1902-1964) herec,komik,narodil se ve Vodňanech
- Váša Příhoda (1900–1960), český houslista
- Gustav Svoboda (1917–2009), generál československé armády, vojenský historik a spisovatel
- Otakar Štorch-Marien (1897–1974), nakladatel a spisovatel
- Mořic Vilém Trapp (1825–1895), archeolog a historik

### Ostatní osobnosti
- Tomáš Beránek (1897–1954), římskokatolický kněz, tajný papežský komoří, děkan farnosti Vodňany, oběť komunismu
- Josef Kvasnička (1868–1932), sochař, žil a zemřel ve Vodňanech
- Otokar Mokrý (1854–1899), advokát a spisovatel; měl ve Vodňanech kancelář a zemřel zde
- Julius Zeyer (1841–1901), spisovatel, v domě U Čápů prožil léta 1890–1899[29]
- Jan Zrzavý (1890–1977), malíř; pět let bydlel v domě U Čápů a v okolí města maloval

## Partnerská města
- Kisbér, Maďarsko
- Oravský Podzámok, Slovensko
- Sieraków, Polsko
- Wartberg ob der Aist, Rakousko
- Zlaté Hory, Česko